# Drupina
Genre
Synonymes
- Drupinia

Drupina est un genre de mollusques gastéropodes prédateurs de la famille des Muricidae.

## Liste des espèces
Selon World Register of Marine Species (10 mai 2016) :
- Drupina grossularia (Röding, 1798)
- Drupina lobata (Blainville, 1832)

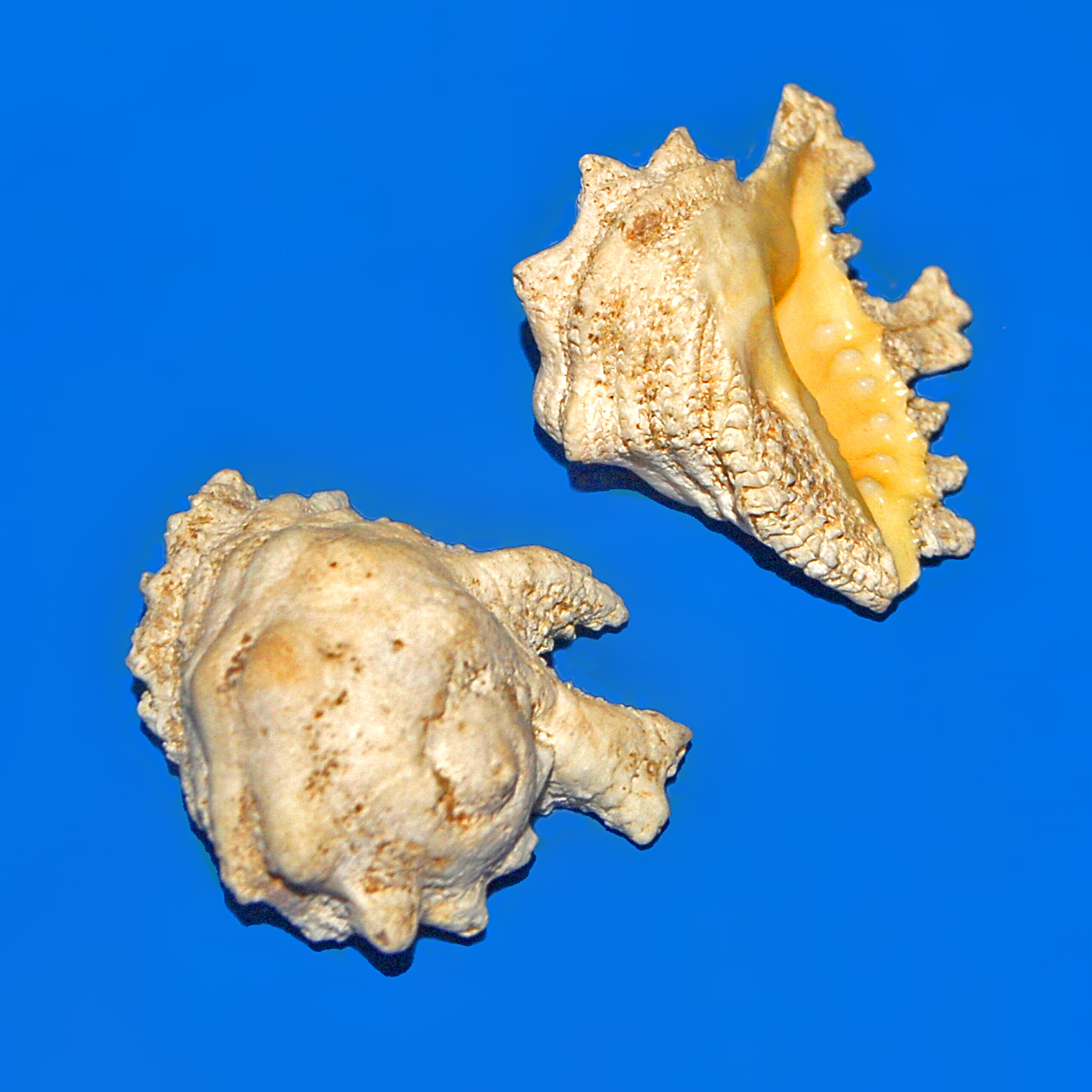
Drupina grossularia.
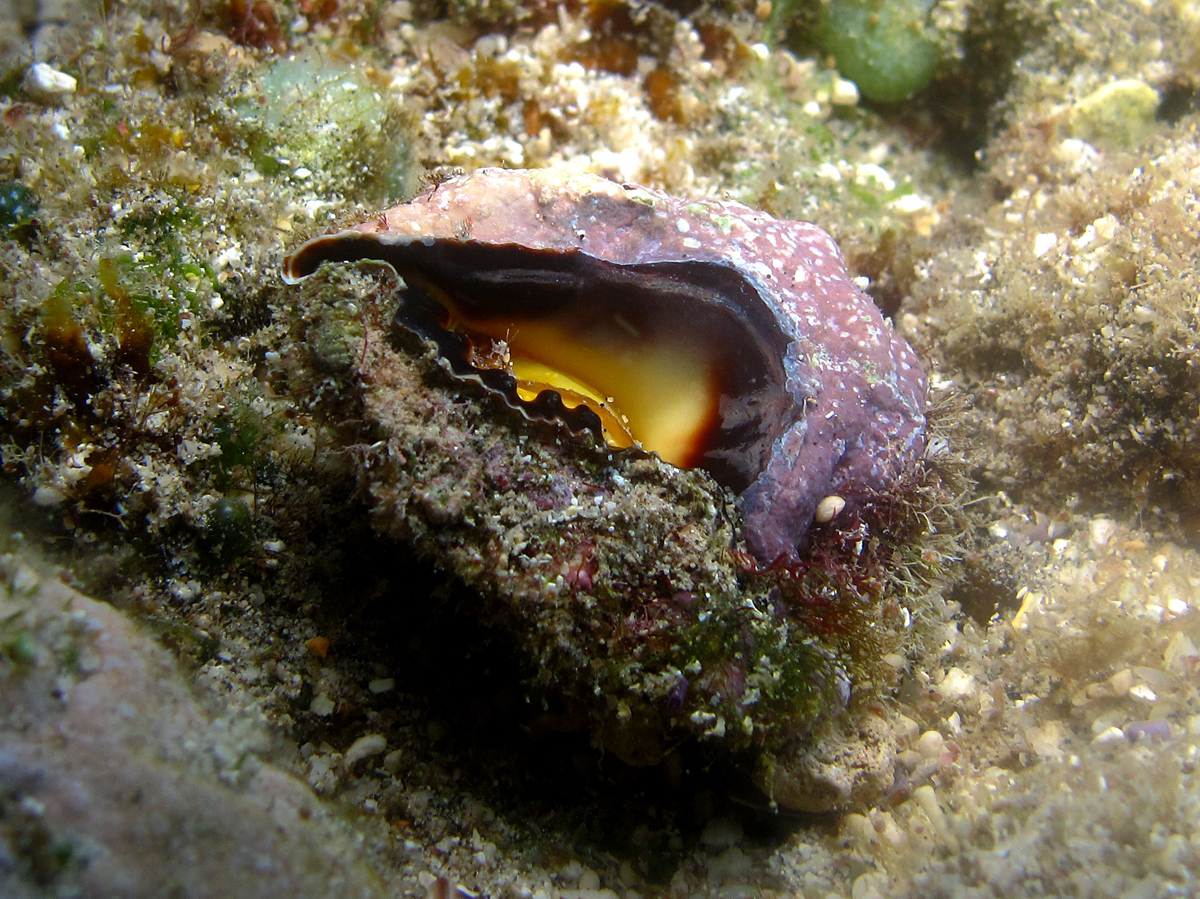
Drupina lobata.